# Национална лига 2 Север
Национална лига 2 Север (енгл. National League 2 North) је четврти ранг рагби 15 такмичења у Енглеској.

## Формат такмичења
У лиги учествује 16 рагби клубова из источног Мидлендса и из северне Енглеске. Игра се двокружно по принципу свако са сваким.
Учесници
- Блејдон
- Честер
- Хинкли
- Хадерсфилд
- Лестер лајонси
- Луктонијанси
- Маклсфилд
- Отли
- Сејл
- Сеџели парк
- Шефилд
- Шефилд тајгерси
- Саут лестер
- Сторбриџ
- Тиндејл
- Ворфедејл

## Рекорди
Највише титула
Маклсфилд 3
Најубедљивија победа
Блејдон - Орел 124-0
Најпосећенија утакмица
Дарлингтон - Маклсфилд 3 750 гледалаца
Највише постигнутих поена у историји лиге
Џон Боден 1951 поена